# فراری ۲۵۰ جی‌تی لوسو
فراری ۲۵۰ جی تی لوسو یک ماشین GT بود که توسط شرکت خودروسازی ایتالیایی فراری از سال ۱۹۶۲ تا ۱۹۶۴ تولید می‌شد. این خودرو، گاهی به عنوان GTL ،GT/L یا فقط لوسو نامیده می‌شد. ۲۵۰جی‌تی لوسو، برای رقابت در مسابقات ساخته‌ نشده‌ و نسخه لوکس‌تر فراری ۲۵۰ جی‌تی برلینتا بود. فقط ۳۵۱ نسخه از لوسو تولید شده‌است؛ قیمت روزش حدود ۱۳ هزار دلار بود ولی در ۲۰۲۱، ۱/۲ میلیون‌ دلار قیمت داشت. 